# Kaarlo Koskelo
Kaarlo Koskelo (Kotka, Kymenlaakso, 12 de abril de 1888 — Astoria, Oregon, 21 de dezembro de 1953) foi um lutador de luta greco-romana finlandês.

## Carreira
Foi vencedor da medalha de ouro na categoria de 60 kg nos Jogos Olímpicos de Estocolmo, 1912.